# Інотт (Точка)
62°31′31″ пд. ш. 60°00′17″ зх. д. / 62.5253° пд. ш. 60.0047° зх. д.

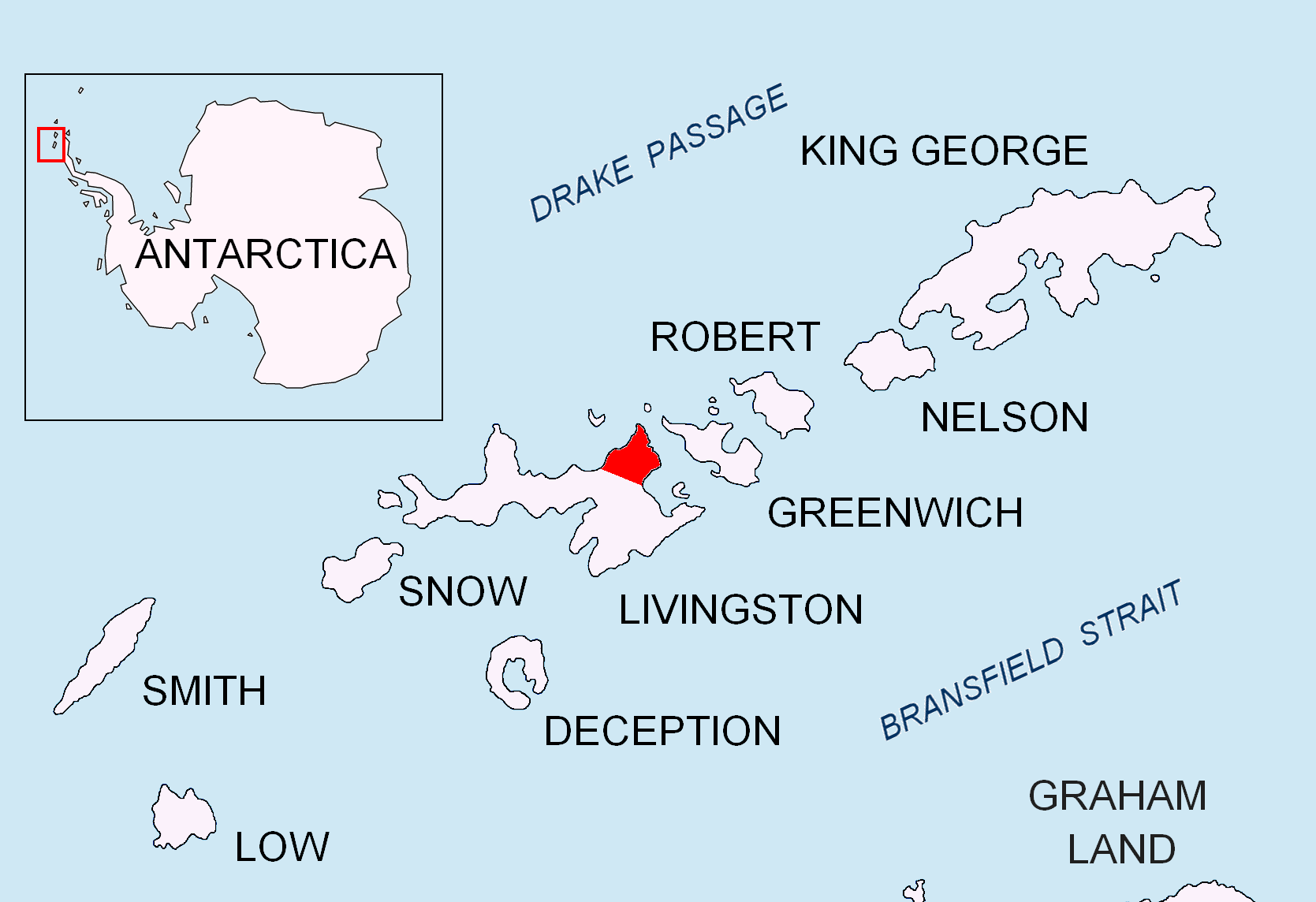
Розташування півострова Варна, острів Лівінгстон на Південних Шетландських островах.

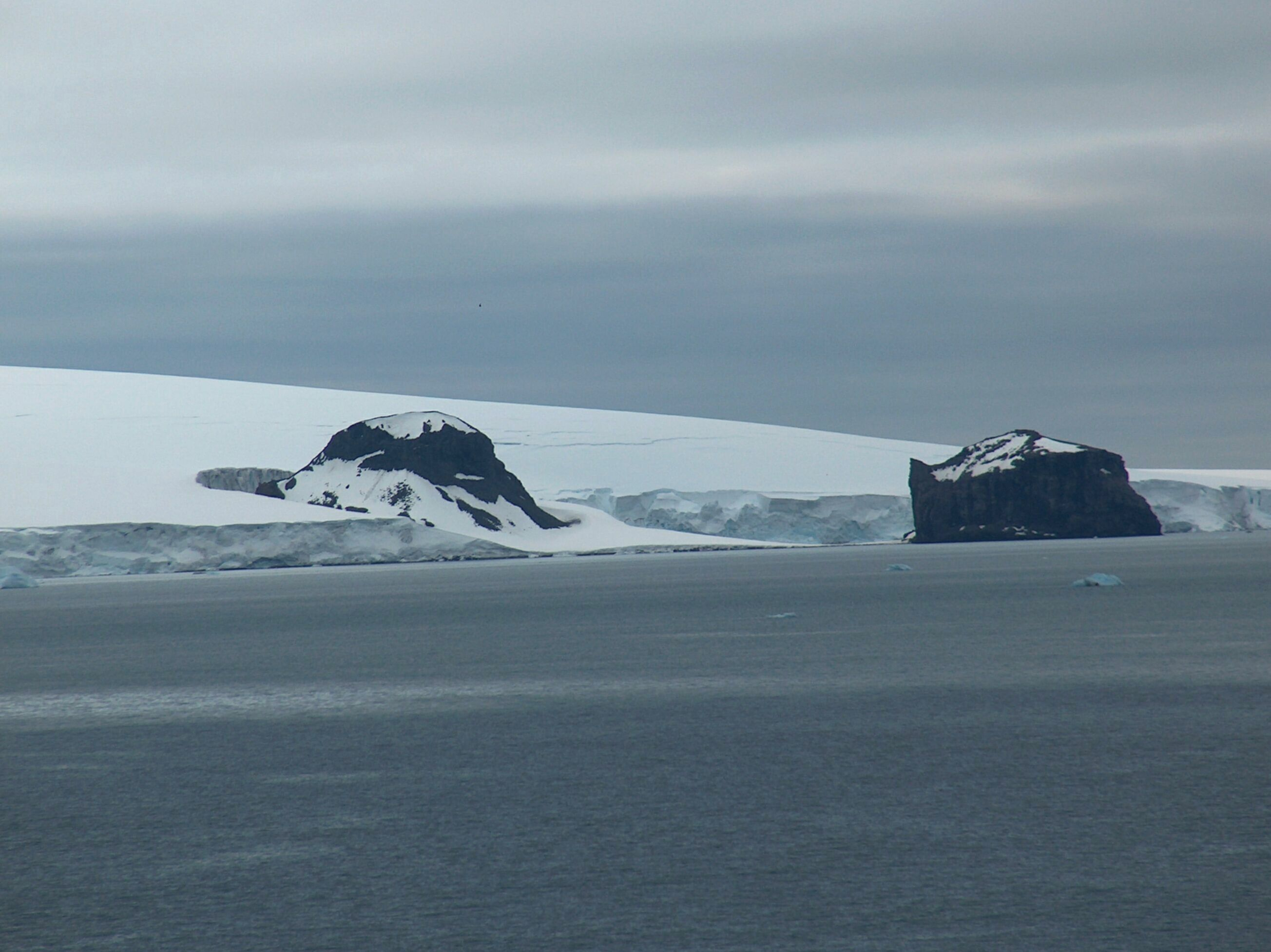
Точка Інотт з острова Півмісяця, ліворуч - Кубрат Нолл.

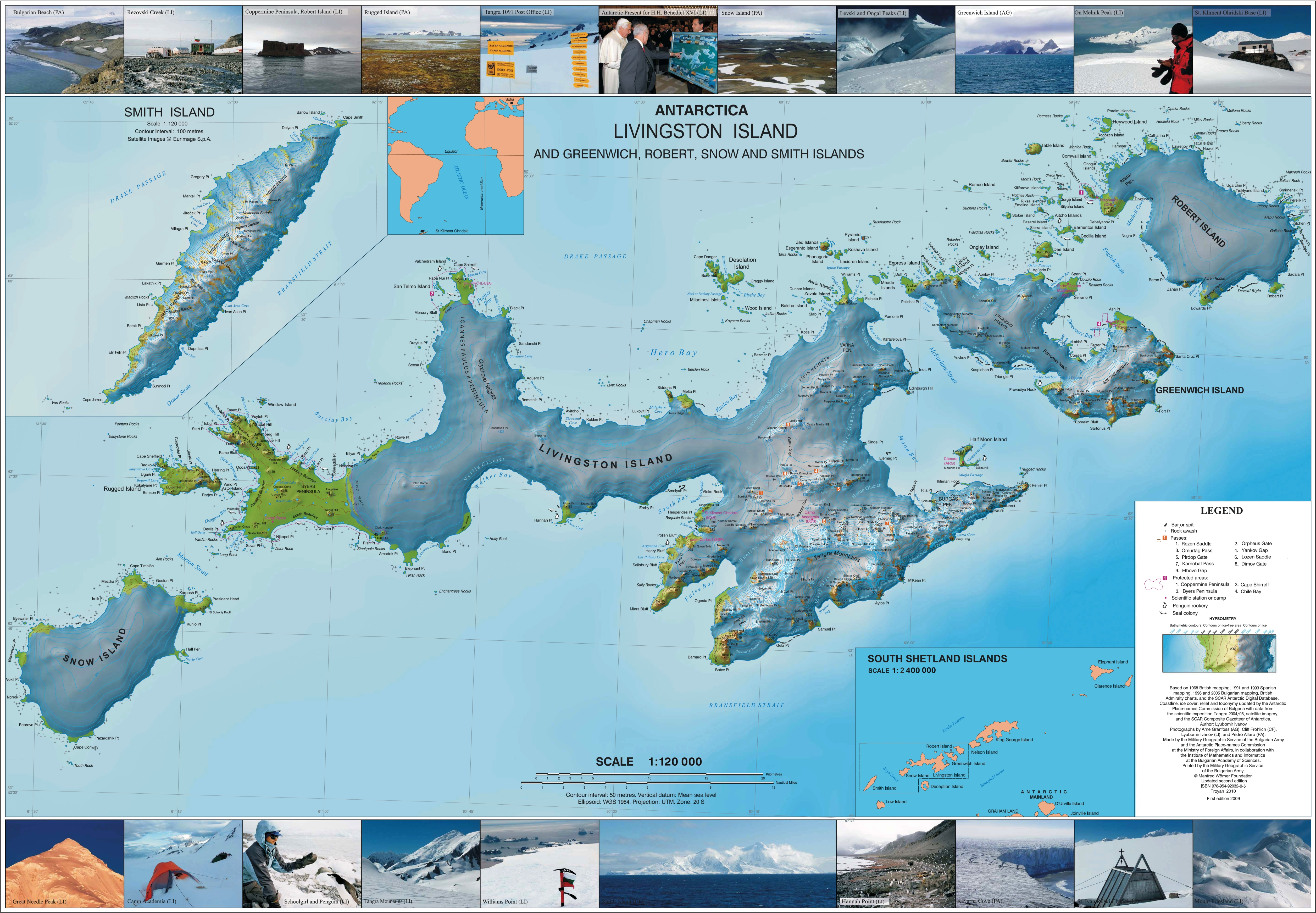
Топографічна карта островів Лівінгстон, Гринвіч, Роберт, Сноу та Сміт.

Точка Інотт (62°31′31″ пд. ш. 60°00′17″ зх. д. / 62.52528° пд. ш. 60.00472° зх. д.) - точка 2км на північ північний схід від Единбурзького пагорба, утворюючи східну кінцівку півострова Варна на острові Лівінгстон на Південних Шетландських островах, Антарктида. Розташована 4,3 км на південний захід від точки Багряни на острові Гринвіч через протоку Мак-Фарлейн. Точка була названа британським антарктичним комітетом на честь капітана Роберта Інотта, який відвідав Південні Шетландські острови в 1820–21. 

## Мапи
- Л. Л. Іванов та ін. Антарктида: острів Лівінгстон та острів Гринвіч, Південні Шетландські острови . Масштаб 1: 100000 топографічної карти. Софія: Антарктична комісія з географічних назв Болгарії, 2005.
- Л. Л. Іванов. Антарктида: острови Лівінгстон та Гринвіч, Роберт, Сноу та Сміт [Архівовано 24 квітня 2008 у Wayback Machine.] . Масштаб 1: 120000 топографічної карти. Троян: Фонд Манфреда Вернера, 2009.ISBN 978-954-92032-6-4
- Антарктична цифрова база даних (ADD). [Архівовано 5 березня 2017 у Wayback Machine.] Масштаб 1: 250000 топографічної карти Антарктиди. Науковий комітет з антарктичних досліджень (SCAR). З 1993 року регулярно модернізується та оновлюється.
- Л. Л. Іванов. Антарктида: острів Лівінгстон та острів Сміт . Масштаб 1: 100000 топографічної карти. Фонд Манфреда Вернера, 2017.ISBN 978-619-90008-3-0